# Allée Léon-Bronchart
L'allée Léon Bronchart est une voie nouvelle du 18e arrondissement de Paris située dans le quartier de la Chapelle.

## Situation et accès
L'allée est desservie par la ligne 12 à la station Porte de la Chapelle ainsi que la ligne 3b du tramway d'Île-de-France.
Elle commence au rue Pierre-Mauroy et finit au rue des Cheminots. 
Elle est séparée de l'allée Lydia-Becker par le square du 21-Avril-1944 qui honore le jour du droit de vote des femmes en France mais également le bombardement du 21 avril 1944 qu'a subi le quartier.

## Origine du nom

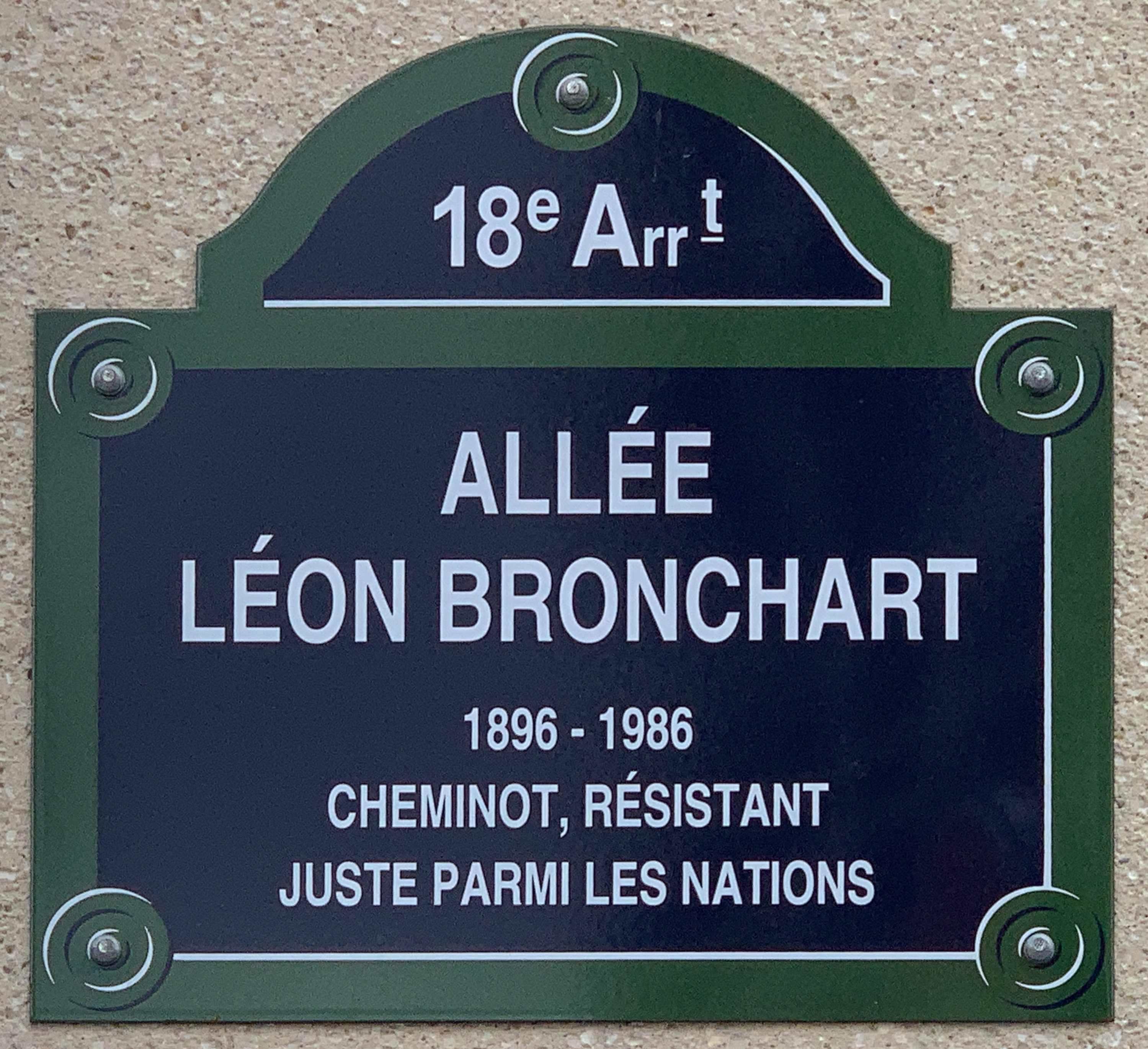
Plaque de l'allée.

Elle rend hommage à Léon Bronchart (1896-1986), résistant, syndicaliste français, cheminot, héros de la Seconde Guerre mondiale et Juste parmi les Nations.

## Historique
La voie a été nommée sous le nom provisoire de voie CU/18. Par un arrêté du 14 juin 2019, la voie devient la rue Léon Bronchart, avant de prendre sa dénomination actuelle au Conseil du 18e arrondissement et du Conseil de Paris, officielle depuis le 4 octobre 2019.

## Bâtiments remarquables et lieux de mémoire
- Le quartier de Chapelle international
- Le parc Chapelle-Charbon
- La rue Pierre-Mauroy
- La rue des Cheminots
- Le square du 21-Avril-1944
- Le boulevard Ney